# Autoroute A 411
Die Autoroute A 411 ist eine französische Autobahn, die eine Verbindung von der A 40 in die Schweiz mit einer Abfahrt nach Annemasse darstellt. Ihre Länge beträgt 2,0 km. Die Autobahn wurde am 28. Juli 1973 auf ihrer gesamten Länge eröffnet.

## Streckenführung
| Position | Anzahl Fahrbahnen | höchste zulässige Geschwindigkeit | km  | Typ                  | Abschnitt                                | Breitengrad | Längengrad |
| -------- | ----------------- | --------------------------------- | --- | -------------------- | ---------------------------------------- | ----------- | ---------- |
| 1        | 2                 | 130                               |     | Beginn der Autobahn  | A40 (Lyon - Paris - Torino)'             | 46.1822     | 6.2263     |
| 2        | 2                 | 130                               | 0.2 | Brücke               | l’Arve                                   | 46.1829     | 6.2219     |
| 3        | 2                 | 130                               | 0.5 | Teil-Anschlussstelle | Gaillard                                 | 46.1836     | 6.2187     |
| 4        | 2                 | 130                               | 2   | Ende an Grenze       | H111 (CH) (Route Blanche - vers Genève)' | 46.1883     | 6.2023     |